# 東京を舞台とした映画作品一覧
東京を舞台とした映画作品一覧（とうきょうをぶたいとしたえいがさくひんいちらん）では、東京都（東京、江戸、多摩地域、伊豆諸島等）を舞台にした映画作品を挙げる。実際の撮影場所が東京とは限らない。

## 江戸時代およびそれ以前
- 赤西蠣太
- 赤ひげ〔文京区〕
- 暗殺
- いのちぼうにふろう
- 歌麿をめぐる五人の女（1946年）
- 歌麿をめぐる五人の女（1959年）
- 歌麿 夢と知りせば
- 海は見ていた〔江東区深川〕
- 運が良けりゃ
- ええじゃないか
- 江戸に現れたキングコング
- エロ将軍と二十一人の愛妾〔江戸城大奥〕
- 大奥（2006年）〔江戸城大奥〕
- 大奥（2010年）〔江戸城大奥〕
- 大奥絵巻〔江戸城大奥〕
- 大奥十八景〔江戸城大奥〕
- 大奥㊙物語〔江戸城大奥〕
- 大江戸五人男
- 大江戸捜査網
- お七と伝七
- お艶殺し
- 血煙高田の馬場〔新宿区〕
- 劇場版 仮面ライダーオーズ WONDERFUL 将軍と21のコアメダル
- 恋山彦
- 河内山宗俊
- 國士無双
- 五重塔〔台東区谷中〕
- 権三助十関連作品
- 桜田門外ノ変〔千代田区〕
- 刺青
- 情炎お七恋唄
- 将軍家光の乱心 激突〔江戸城〕
- 女帝 春日局〔江戸城大奥〕
- 切腹
- 千石纏
- 続大奥㊙物語〔江戸城大奥〕
- 大菩薩峠
- 丹下左膳関連作品
- 忠臣蔵関連作品
- 超高速!参勤交代
- 照る日くもる日
- 徳川女刑罰史
- 徳川女系図〔江戸城大奥〕
- 徳川の女帝 大奥〔江戸城大奥〕
- 人情紙風船
- 鼠小僧関連作品
- 薄桜記
- 幕末太陽傳〔品川区〕
- 花のお江戸の釣りバカ日誌
- 花のお江戸の無責任
- 花宵道中〔台東区吉原〕
- 花よりもなほ
- 必殺シリーズ
- 漂流〔鳥島〕
- 武士道ブレード
- 北斎漫画
- ポルノ時代劇 忘八武士道〔台東区吉原〕
- 本所七不思議〔墨田区本所〕
- 魔界転生 (1981年の映画)
- 魔界転生 (2003年の映画)
- 水戸黄門関連作品
- 紫頭巾
- 宮本武蔵 完結篇 決闘巌流島
- 宮本武蔵 巌流島の決斗
- 八百屋お七
- 八百屋お七 江戸祭り一番娘
- 八百屋お七 ふり袖月夜
- 柳生一族の陰謀
- 雪之丞変化
- 四谷怪談関連作品
- 浪人街
- 若さま侍捕物手帖

## 明治・大正・昭和戦前期
- 愛のコリーダ
- 足に触った幸運
- あの日のオルガン〔品川区戸越〕
- 暗夜行路
- 硫黄島〔硫黄島〕
- 硫黄島からの手紙〔硫黄島〕
- 硫黄島の砂〔硫黄島〕
- 江戸川乱歩の陰獣
- 押絵と旅する男
- お嬢さん
- おとうと
- 母べえ
- 海軍
- 海軍特別年少兵〔硫黄島〕
- 学生ロマンス 若き日〔新宿区早稲田〕
- 陽炎座
- 家族会議
- カボチヤ
- 関東緋桜一家〔台東区柳橋・中央区日本橋・佃〕
- キネマの天地
- 侠骨一代〔港区芝浦〕
- 銀座の柳〔中央区銀座〕
- 化粧師 KEWAISHI
- 腰辨頑張れ
- 子象物語 地上に降りた天使
- 孤獨の人
- サクラ大戦 活動写真
- SADA〜戯作・阿部定の生涯
- 残菊物語
- 柔道一代
- 淑女は何を忘れたか
- 昭和侠客伝〔台東区浅草〕
- 昭和残侠伝 死んで貰います〔江東区深川〕
- 昭和残侠伝 血染めの唐獅子〔台東区浅草〕
- 女優須磨子の恋
- 白鷺〔台東区〕
- シルバー假面
- 人生劇場
- スパイ・ゾルゲ
- 戦争と青春
- それから
- 大学は出たけれど（1929年）
- 太陽〔皇居〕
- 瀧の白糸（1933年）
- たけくらべ〔台東区〕
- 小さいおうち
- 父ありき
- 父親たちの星条旗〔硫黄島〕
- つゆのあとさき〔中央区銀座〕
- 鶴八鶴次郎
- 帝都物語
- To the Shores of Iwo Jima〔硫黄島〕
- 東京行進曲
- 東京スパイ大作戦
- 東京の女
- 東京の合唱
- 東京の休日
- 東京の女性〔中央区銀座〕
- 東京ブルース
- 桃中軒雲右衛門（1931年）
- 桃中軒雲右衛門（1936年）
- 桃中軒雲右衛門（1940年）
- 戸田家の兄妹〔千代田区〕
- 隣の八重ちゃん〔帝国劇場〕
- トラ・トラ・トラ!
- 日本暗殺秘録
- 日本侠客伝〔江東区深川〕
- 日本侠客伝 雷門の決斗〔台東区浅草〕
- 日本侠客伝 血斗神田祭〔千代田区神田〕
- 日本のいちばん長い日〔皇居〕
- 226
- 二百三高地〔千代田区神田駿河台〕
- 日本橋〔中央区日本橋〕
- 日本敗れず
- ハチ公物語〔渋谷区〕
- ハナ子さん
- 母 小林多喜二の母の物語
- 春の雪
- 非常線の女
- 一人息子
- 不壊の白珠
- 濹東綺譚〔墨田区〕
- まむしの兄弟 懲役十三回〔台東区浅草〕
- 明治東亰恋伽
- 吉原炎上〔台東区吉原〕
- 四畳半物語 娼婦しの
- 喜びも悲しみも幾歳月〔大島町〕
- 陸軍諜報33
- 陸軍中野学校
- るろうに剣心シリーズ
- 浪曲子守唄
- 鹿鳴館〔千代田区〕
- 和製喧嘩友達
- 早稲田大学〔新宿区早稲田〕

## 昭和期（1970年代まで）
- 愛と誠
- 青ヶ島の子供たち 女教師の記録〔青ヶ島村〕
- 赤線地帯〔台東区吉原〕
- 赤ちょうちん〔杉並区堀ノ内〜江戸川区小岩〕
- 秋日和
- 兄貴の恋人
- アキレスと亀
- 雨の中の二人〔中央区銀座〕
- 歩け走るな!
- アンコ椿は恋の花〔大島町〕
- いつでも夢を
- 妹 〔新宿区高田馬場・西新宿〕
- ヴィヨンの妻 〜桜桃とタンポポ〜
- 植村直己物語
- 浮雲
- 宇宙快速船
- 宇宙人東京に現わる
- 宇宙大怪獣ギララ
- 宇宙大怪獣ドゴラ
- 宇宙大戦争
- 海を感じる時〔武蔵野市境〕
- 駅前旅館〔上野駅など〕
- エスパイ
- 黄線地帯 イエローライン
- 狼
- オースティン・パワーズ ゴールドメンバー
- ALWAYS 三丁目の夕日
- オキナワの少年
- お茶漬の味
- 男はつらいよシリーズ〔葛飾区柴又〕
- お早よう
- オペレーション・クロマイト
- お祭り野郎 魚河岸の兄弟分〔中央区築地〕
- 女が階段を上る時〔中央区銀座〕
- 女吸血鬼
- 女賭博師
- 女の中にいる他人
- 怪獣大戦争
- 海底軍艦
- 限りなく透明に近いブルー〔福生市〕
- ガス人間第一号
- 風の中の牝雞〔中央区〕
- かまち〔渋谷区〕
- カミカゼ野郎 真昼の決斗
- 神様のくれた赤ん坊
- ガメラ対宇宙怪獣バイラス
- からっ風野郎
- 乾杯!ごきげん野郎
- がんばれ!ベアーズ大旋風 -日本遠征-
- 喜劇 駅前女将〔墨田区〕
- 喜劇 駅前開運〔北区赤羽〕
- 喜劇 駅前競馬〔府中市〕
- 喜劇 駅前天神
- 喜劇 駅前百年〔上野駅など〕
- 喜劇 駅前満貫〔渋谷区恵比寿
- 喜劇急行列車
- 喜劇初詣列車
- 喜劇 泥棒大家族 天下を盗る
- 疵〔渋谷区〕
- 飢餓海峡
- 君の名は〔中央区銀座〕
- 逆襲! 殺人拳
- 極底探険船ポーラーボーラ
- 巨人と玩具
- キングコング対ゴジラ
- キングコングの逆襲
- 金田一耕助の冒険
- 銀座カンカン娘〔中央区銀座〕
- 銀座化粧〔中央区銀座〕
- 銀座二十四帖〔中央区銀座〕
- 銀座の踊子〔中央区銀座〕
- 銀座の恋の物語〔中央区銀座〕
- 銀蝶流れ者 牝猫博奕〔中央区銀座〕
- 銀蝶渡り鳥〔中央区銀座〕
- クレージー映画
- 警視庁物語シリーズ
- KT
- K-20 怪人二十面相・伝
- 激突! 殺人拳シリーズ
- けんか空手 極真拳シリーズ
- 心に花の咲く日まで
- ゴジラ
- ゴジラ・エビラ・モスラ 南海の大決闘
- ゴジラ対メカゴジラ
- ゴジラ対メガロ
- こちら葛飾区亀有公園前派出所〔葛飾区〕
- 五人ライダー対キングダーク
- ゴルゴ13 九竜の首
- ごろつき
- コント55号 宇宙大冒険
- サザエさんシリーズ〔世田谷区〕
- 殺人鬼の誘惑〔新宿区・練馬区〕
- ザ・ヤクザ
- サヨナラ
- 三大怪獣 地球最大の決戦
- 秋刀魚の味
- 下町の太陽〔墨田区八広・葛飾区新小岩 〕
- 実相寺昭雄監督作品ウルトラマン
- 実録三億円事件 時効成立
- 実録 私設銀座警察〔中央区銀座〕
- 実録・連合赤軍 あさま山荘への道程
- しとやかな獣〔中央区晴海団地〕
- 渋谷物語〔渋谷区〕
- 下落合焼とりムービー
- 社長行状記
- 社長千一夜
- 終戦のエンペラー
- 修羅の花道
- 昭和残侠伝〔墨田区墨田・台東区浅草〕
- 処刑の部屋
- 女体棧橋
- 十八歳、海へ
- 仁義の墓場〔中野区・新宿区・府中市〕
- 新幹線大爆破
- 新宿泥棒日記〔新宿区〕
- 新宿マッド〔新宿区〕
- 新宿酔いどれ番地 人斬り鉄〔新宿区・福生市〕
- 新・喜びも悲しみも幾歳月〔八丈町など〕
- 洲崎パラダイス赤信号〔江東区・千代田区〕
- 砂の器
- 素晴らしき日曜日
- ずべ公番長 ざんげの値打もない〔新宿区〕
- 世界大戦争
- 先生のつうしんぼ
- 早春〔大田区蒲田・千代田区丸の内〕
- 大学は出たけれど（1955年）
- 大怪獣ガメラ
- 大怪獣バラン
- 大巨獣ガッパ
- 第五福竜丸
- 太陽に突っ走れ
- 太陽を盗んだ男
- 007は二度死ぬ
- 地球攻撃命令 ゴジラ対ガイガン
- 地球防衛軍
- 超高層のあけぼの〔霞が関ビルディング〕
- 直撃! 地獄拳シリーズ
- 帝一の國
- でんきくらげ〔中央区銀座〕
- 電送人間
- 点と線
- ドーベルマン刑事〔新宿区〕
- 東京暗黒街・竹の家
- 東京オリンピック
- 東京キッド
- 東京ギャング対香港ギャング
- 東京-ソウル-バンコック 実録麻薬地帯
- 東京裁判〔豊島区〕
- 東京タワー 〜オカンとボクと、時々、オトン〜
- 東京流れ者
- 東京の休日 （1958年）
- 東京の人さようなら〔大島町〕
- 東京ファイル212
- 東京暮色
- 東京物語
- 東宝千一夜
- 透明人間
- 透明人間と蝿男
- 特別機動捜査隊
- トキワ荘の青春〔豊島区〕
- トラック野郎・男一匹桃次郎
- トラック野郎・御意見無用
- トラック野郎・突撃一番星
- トラック野郎・故郷特急便
- 長屋紳士録
- 流れる〔台東区〕
- 夏の終り
- 泪橋
- 肉体女優殺し 五人の犯罪者
- 肉体の門（1948年）〔千代田区有楽町・中央区銀座〕
- 肉体の門（1964年）〔千代田区有楽町〕
- 肉体の門（1977年）〔千代田区有楽町〕
- 肉体の門（1988年）〔千代田区有楽町〕
- 虹男
- 日本一の色男
- 日本一のゴマすり男
- 日本一のゴリガン男
- 日本一のショック男
- 日本一の断絶男
- 日本一のホラ吹き男
- 日本一のワルノリ男
- にっぽんGメンシリーズ
- 日本沈没（1973年）
- ニッポン無責任時代
- 人間の証明
- ネオンくらげ
- 「粘土のお面」より かあちゃん
- 野良犬
- ノストラダムスの大予言
- ノルウェイの森
- ハウス
- 裸の大将
- 二十歳の恋
- 初恋〔新宿区・府中市〕
- パッチギ! LOVE&PEACE
- 花の大障碍〔東京競馬場〕
- 花嫁吸血魔
- 薔薇の葬列〔新宿区〕
- 彼岸花
- 美女と液体人間
- 陽のあたる坂道
- ひも
- ファンキーハットの快男児
- ファンキーハットの快男児 二千万円の腕
- 風速七十五米
- 二人の銀座〔中央区銀座〕
- フランケンシュタインの怪獣 サンダ対ガイラ
- 臍閣下
- 暴力金脈
- ボディガード牙
- 香港の白い薔薇
- 乱れ雲〔世田谷区〕
- マッカーサー
- みな殺しの霊歌
- 武蔵野夫人
- 娘・妻・母
- メカゴジラの逆襲
- 地下鉄（メトロ）に乗って
- 眼の壁
- モスラ
- もっとしなやかに もっとしたたかに
- やくざ刑事シリーズ
- やくざと抗争〔新宿区〕
- やくざの歌
- 野獣狩り〔中央区銀座〕
- 柳ヶ瀬ブルース
- 山の音
- 柔の星
- 遊戯シリーズ
- 誘惑
- 夢で逢いましょ
- 夜の蝶〔中央区銀座〕
- 夜の流れ
- ルパン三世 念力珍作戦
- 若い人（1977年）
- 若大将シリーズ
- わが母の記〔世田谷区〕
- 私は二歳

## 1980年以降
- 愛について、東京
- 愛の新世界〔渋谷区〕
- 相棒シリーズ
- 紅い眼鏡/The Red Spectacles
- 赤×ピンク〔港区六本木〕
- アカルイミライ
- AKIBA〔千代田区秋葉原〕
- アキハバラ@DEEP〔千代田区秋葉原〕
- 悪魔の毒々モンスター 東京へ行く
- あさひなぐ
- あなたを忘れない
- あふれる熱い涙
- アンフェアシリーズ
- 怒り
- 異人たちとの夏
- いちご同盟
- 一週間フレンズ。〔多摩地域〕
- イニシエーション・ラブ
- 彩り河〔中央区銀座など〕
- インセプション
- インターミッション〔中央区銀座〕
- イントゥ・ザ・サン
- ウォータームーン
- WXIII 機動警察パトレイバー
- 宇宙怪獣ガメラ
- ウルヴァリン:SAMURAI
- ULTRAMAN
- エイプリルフールズ
- ST 赤と白の捜査ファイル
- SP THE MOTION PICTURE
- EDEN〔新宿区〕
- FM89.3MHz〔新宿区歌舞伎町〕
- エンター・ザ・ボイド
- オオカミ少女と黒王子〔渋谷区〕
- ALLDAYS 二丁目の朝日〔新宿区新宿二丁目〕
- オクトパスアーミー シブヤで会いたい〔渋谷区〕
- 怒る西行
- おだやかな日常
- オトコタチノ狂
- 男はソレを我慢できない〔世田谷区下北沢〕
- おと・な・り
- 踊る大捜査線シリーズ
- 会社物語 MEMORIES OF YOU
- 風の色
- 風のなかで むしのいのち くさのいのち もののいのち〔杉並区〕
- 片腕マシンガール
- ガッチャマン
- カノン
- ガチバンシリーズ〔渋谷区〕
- ガメラ3 邪神覚醒
- ガメラ 大怪獣空中決戦
- 仮面ライダーJ
- 仮面ライダーZO
- カラフル〔世田谷区〕
- 完全なる飼育 メイド、for you〔千代田区秋葉原〕
- 歓待
- ガン・ホー
- 菊次郎の夏
- 傷だらけの悪魔
- 汚い奴
- 吉祥寺の朝日奈くん〔武蔵野市吉祥寺〕
- 機動警察パトレイバー the Movie
- 機動警察パトレイバー 2 the Movie
- CURE
- 吸血少女対少女フランケン
- キューティーハニー
- 凶気の桜〔渋谷区〕
- 今日、恋をはじめます
- 巨神兵東京に現わる
- 麒麟の翼〔中央区日本橋〕
- キル・ビル
- Kingyo〔千代田区秋葉原〕
- グーグーだって猫である〔武蔵野市吉祥寺〕
- クリーピー 偽りの隣人〔稲城市・日野市〕
- 黒い暴動〔渋谷区〕
- クローバー
- ケイゾク/映画 Beautiful Dreamer
- ケータイ刑事 銭形シリーズ
- 軽蔑〔新宿区歌舞伎町〕
- 劇場版 ATARU THE FIRST LOVE & THE LAST KILL
- 劇場版 MOZU
- ゲゲゲの女房
- 公園通りの猫たち〔渋谷区〕
- 交渉人 THE MOVIE タイムリミット高度10,000mの頭脳戦
- 交渉人 真下正義
- 幸福
- Go!〔新宿区〕
- 珈琲時光〔千代田区神田神保町など〕
- ゴールデン・スパイ
- ゴジラ
- ゴジラ2000 ミレニアム
- ゴジラvsキングギドラ
- ゴジラvsスペースゴジラ
- ゴジラvsデストロイア
- ゴジラvsビオランテ
- ゴジラ×メガギラス G消滅作戦
- ゴジラvsメカゴジラ
- ゴジラ×メカゴジラ
- ゴジラvsモスラ
- ゴジラ×モスラ×メカゴジラ 東京SOS
- こちら葛飾区亀有公園前派出所 THE MOVIE 〜勝どき橋を封鎖せよ!〜
- 国会へ行こう!
- この子の七つのお祝いに
- コミック雑誌なんかいらない!
- 殺し屋1〔新宿区歌舞伎町〕
- 催眠
- サイン・ジーン/初代ろう者スーパーヒーロー
- 魁!!クロマティ高校 THE☆MOVIE
- 叫
- THE JUON/呪怨
- THE MODS 夜のハイウェイ
- THE DEFENDER〔千代田区秋葉原〕
- THE NEXT GENERATION -パトレイバー-
- さよなら歌舞伎町〔新宿区歌舞伎町〕
- ざわざわ下北沢〔世田谷区下北沢〕
- G.I.ジョー
- G.I.ジョー バック2リベンジ
- 四月の永い夢〔国立市〕
- 四月物語
- 死刑確定
- 地震列島
- 時代屋の女房〔品川区大井〕
- シティーハンター
- 渋谷〔渋谷区〕
- 渋谷怪談シリーズ〔渋谷区〕
- 渋谷ブランニューデイズ〔渋谷区〕
- シャークネード5 ワールド・タイフーン
- 謝罪の王様
- シャッター
- ジャンパー
- 呪怨シリーズ〔練馬区〕
- シュガー&スパイス 風味絶佳
- 商店街な人〔大田区蒲田〕
- 昭和歌謡大全集〔調布市〕
- 植物図鑑 運命の恋、ひろいました
- 二郎は鮨の夢を見る
- シン・ゴジラ
- 新宿インシデント〔新宿区歌舞伎町〕
- 新宿区歌舞伎町保育園〔新宿区歌舞伎町〕
- 新宿純愛物語〔新宿区〕
- 新宿スワン〔新宿区歌舞伎町〕
- 新宿ボーイズ〔新宿区歌舞伎町〕
- 人生ごっこ!?
- 新橋探偵物語〔港区新橋〕
- 深夜食堂〔新宿区〕
- 心霊写真部 劇場版
- スイート・ムーンライト
- 好きだ、
- 好きっていいなよ。
- ストロベリーショートケイクス
- ストロベリーナイト
- SPECシリーズ
- すべての夜を思いだす〔多摩市〕
- すべては君に逢えたから〔東京駅〕
- スローなブギにしてくれ〔福生市など〕
- ゼブラーマン -ゼブラシティの逆襲-
- 全員、片想い
- ゼンブ・オブ・トーキョー
- 騒音
- 早春物語
- その男、凶暴につき
- それでもボクはやってない
- ソロモンの偽証
- ダイエット・ラブ
- 大停電の夜に
- 大日本人〔千代田区秋葉原〕
- 逮捕しちゃうぞ the MOVIE
- Wの悲劇
- TARO! TOKYO魔界大戦
- 単騎、千里を走る。
- ちいさな恋のものがたり
- ちはやふる
- ちょうちん〔新宿区歌舞伎町〕
- 築地魚河岸三代目〔中央区築地〕
- 築地ワンダーランド〔中央区築地〕
- 釣りバカ日誌
- デイ・アフター・トゥモロー
- day alone 〜マノーラと姫ちゃん〜
- デスカッパ
- デスノートシリーズ
- 鉄人28号
- 電車男
- 転々
- TOKYO!
- TOKYO EYES
- 東京オアシス
- 東京画
- 東京家族
- 東京兄妹
- 東京喰種トーキョーグール
- 東京原発
- 東京公園
- 東京攻略
- 東京ゴッドファーザーズ
- 東京スカイツリー 世界一のひみつ〔東京スカイツリー〕
- TOKYO SKY STORY
- 東京★ざんすっ
- 東京シャッターガール
- 東京上空いらっしゃいませ
- 東京静脈
- 東京スキャナー
- トウキョウソナタ
- tokyo.sora
- 東京タワー Tokyo Tower
- TOKYOてやんでぃ～The Stoy Teller's Apprentice～
- TOKYO TRIBE
- 東京難民
- 東京に来たばかり
- 東京の休日
- 東京白菜関K者
- TOKYO FIST
- TOKYO-POP
- 東京マリーゴールド
- 無印女子物語
- 東京夜曲
- 東京ライジング
- 遠くの空
- 特命戦隊ゴーバスターズ THE MOVIE 東京エネタワーを守れ!
- DOG×POLICE 純白の絆
- 友川カズキ 花々の過失
- 奴隷区 僕と23人の奴隷
- ナースのお仕事 ザ・ムービー
- ナイト・トーキョー・デイ
- 19 ナインティーン
- なくもんか
- NANA
- なんとなく、クリスタル
- 20世紀少年
- 252 生存者あり
- 二代目はニューハーフ〔新宿区〕
- ニッポン警視庁の恥といわれた二人 刑事珍道中
- 日本沈没（2006年）
- NIN×NIN 忍者ハットリくん THE MOVIE
- ヌードの夜
- ヌードの夜/愛は惜しみなく奪う
- 眠らない街〜新宿鮫〜〔新宿区〕
- ねらわれた学園〔新宿区西新宿〕
- ノーライフキング
- の・ようなもの
- の・ようなもの のようなもの〔台東区谷中〕
- ノロイ
- buy a suit スーツを買う
- バイオハザードIV アフターライフ〔渋谷区〕
- バイオハザードV リトリビューション〔渋谷区〕
- パシフィック・リム
- 二十才の微熱
- バトルフィールドTOKYO
- HANAMI
- ハナミズキ
- 裸のアゲハ〔豊島区〕
- パパのお弁当は世界一
- バブルへGO!! タイムマシンはドラム式
- バベル
- Paradise Kiss パラダイス・キス
- パラノーマル・アクティビティ 第2章 TOKYO NIGHT
- (ハル)
- ハンテッド 〔伊豆諸島〕
- HEAT -灼熱-〔新宿区歌舞伎町〕
- ヒートアイランド〔渋谷区〕
- ヒーローインタビュー 〔神宮球場〕
- 秒速5センチメートル〔新宿区・世田谷区〕
- ピンクとグレー〔渋谷区〕
- ふきげんな過去
- BU・SU
- 不夜城〔新宿区歌舞伎町〕
- 武勇伝〔新宿区歌舞伎町〕
- FLIRT/フラート
- プラチナデータ
- 蛇にピアス〔渋谷区〕
- ヘルタースケルター
- 冒険者カミカゼ -ADVENTURER KAMIKAZE-
- 亡国のイージス
- ポルノスター〔渋谷区〕
- 香港発活劇エクスプレス 大福星
- マークスの山
- 毎日が夏休み〔多摩地域〕
- マスカレード・ホテル
- 増山超能力師事務所〜激情版は恋の味〜
- 魔法遣いに大切なこと
- まほろ駅前多田便利軒
- 幻の湖〔駒沢オリンピック公園など〕
- 間宮兄弟
- まるごし刑事
- 万引き家族
- 緑の街
- 未来シャッター〔大田区・墨田区〕
- メッセンジャー
- もうひとつの原宿物語〔渋谷区原宿〕
- モーターズ
- 土竜の唄
- もし高校野球の女子マネージャーがドラッカーの『マネジメント』を読んだら
- モスラ3 キングギドラ来襲
- 森崎書店の日々〔千代田区神田神保町〕
- ヤッターマン
- 山谷─やられたらやりかえせ〔台東区山谷〕
- ヤンヤン 夏の想い出
- 誘拐
- 夢と狂気の王国〔小金井市〕
- 夢売るふたり
- 妖怪大戦争
- 容疑者 室井慎次〔新宿区〕 - 設定は東京新宿であるが、撮影はほとんどが福島県いわき市で行われている。
- 横道世之介
- 夜空はいつでも最高密度の青色だ
- ライダー神風
- ラーメンガール
- ラブ&ポップ〔渋谷区〕
- LOVE SONG
- RIVER〔千代田区秋葉原〕
- 理由〔荒川区・中野区〕
- 龍が如く 劇場版〔新宿区歌舞伎町〕
- リングシリーズ〔大島町など〕
- レイン・フォール/雨の牙
- 恋愛寫眞
- ろくでなしBLUES〔武蔵野市吉祥寺〕
- LOST〜呪われた島〜〔八丈町〕
- ロスト・イン・トランスレーション
- ロストパラダイス・イン・トーキョー〔千代田区秋葉原〕
- ロック 〜わんこの島〜〔三宅村〕
- ROBO☆ROCK
- ワイルドスピードX3 TOKYO DRIFT〔渋谷区〕
- ワイルド・スピード SKY MISSION
- ワイルド・スピード EURO MISSION
- WASABI
- 私の男
- 私をスキーに連れてって
- 藁の楯
- われに撃つ用意あり〔新宿区歌舞伎町〕
- ワルボロ
- 湾岸ミッドナイト

## 未来
- あゝ、荒野
- AKIRA
- 怪獣総進撃 - ※舞台は20世紀末なので、現在は過去になるが、あくまで公開当時における未来。
- ゴジラ FINAL WARS
- ジオストーム
- ダークサイド・ブルース〔新宿区〕
- タイム・アバンチュール 絶頂5秒前 - ※2001年が舞台だが1986年公開なので未来。
- 天国の大罪
- 東京残酷警察
- 図書館戦争
- 花のあすか組!
- 僕の彼女はサイボーグ - 途中東京大地震が発生する。
- マッスルストーム
- 夢の涯てまでも
- 妖星ゴラス - ※1970年代から1980年代が舞台だが1962年公開なので未来。
- ローラーボール